# Aerozine 50
Aerozyna 50 (ang. Aerozine 50) – dwuskładnikowe ciekłe paliwo rakietowe. Składa się z hydrazyny i 1,1-dimetylohydrazyny w stosunku masowym 1:1. Stosowana jako reduktor w paliwach hipergolowych, np. do napędu silników modułu księżycowego LM w programie Apollo.